# 路無盡頭
《路無盡頭》，或譯《路漫漫》、《無盡頭的路》，是一部由穆赫塔爾·盧比斯創作的印尼小說，在1952年由圖書編譯局出版。故事發生在獨立戰爭時期，講述主人公伊薩老師如何在參加游擊戰、為共和國戰鬥期間，克服自己因為時局的變化而產生的恐懼情緒。這部小說是文學獎的得獎作品，並成為印尼國內外多篇論文的討論題材，甚至獲評為盧比斯最好的作品。

## 背景
《路無盡頭》的作者穆赫塔爾·盧比斯（1922年－2004年）是一位巴塔克族作家，來自荷屬東印度蘇門答臘巴東（今屬印度尼西亞西蘇門答臘省）。他在小學時期開始從事文學創作，至1941年日本佔領東印度群島之後投身新聞事業。1945年印尼獨立後，盧比斯曾加入安塔拉通訊社等多家傳媒機構，報導印尼獨立戰爭的戰況。《路無盡頭》是盧比斯繼《沒有明天》（Tidak Ada Esok）之後的第二部小說，花了6個月來完成。

## 故事大綱
小說的主人公伊薩老師（Guru Isa）是一位小學教師，喜歡聽音樂、看足球賽，在社區很受歡迎。不過這些年來他一直過着戰戰兢兢的生活——首先日本佔領者令群眾恐慌，然後印尼爆發獨立戰爭，形勢如火如荼。他害怕極了，結果變成了一個阳痿患者，病情持續了幾年。不過，出於教師的職責，他不得不參加一場青年會議，討論獨立戰爭的形勢。他沒辦法拒絕，於是與會者叫他去當個郵務士，在雅加達運送書信和武器。
沒過多久，伊薩認識了一位叫做哈希爾（Hazil）的游擊隊戰士，他年紀輕輕，而且跟伊薩一樣，喜歡音樂，於是他們兩人就結為朋友，伊薩也感到更加放鬆。不過，在一起參加獨立戰爭的時候，伊薩又開始感到焦慮不安。一次把武器運送到雅加達城外以後，伊薩染上了疟疾，哈希爾幫助伊薩的妻子法蒂瑪（Fatimah）照顧伊薩。
康復了以後，伊薩又可以出門教書，不過法蒂瑪知道伊薩不舉之後，感到失望，便和哈希爾偷情。伊薩在睡房的枕頭下找到哈希爾的煙斗，知道妻子有外遇之後，怒火中燒，卻沒有跟法蒂瑪和哈希爾對質，而是疏遠大家，變得更不自信。
伊薩和哈希爾很快接到了指令，他們要向一大群離開戲院的荷軍士兵投擲手榴彈。雖然他們成功了，可是沒多久哈希爾就被荷軍拘捕了。本來伊薩打算離開雅加達，最後卻選擇承擔後果。他在牢房受盡了虐待也不發一言，倒是哈希爾跟他見面的時候，說自己「只是被打了一記耳光」就把游擊隊的動向和盤托出。聽罷了，伊薩就克服了恐懼，重拾信心，還恢復了男人的陽剛之氣。

## 題材
研究印尼的澳洲學者大衛·T·希爾（David T. Hill）認為，撰寫《路無盡頭》的時候，盧比斯注重的是人物心理的描寫，而不是獨立戰爭本身，並認為標題提到的漫漫長路所說的是恐懼情緒，是每個人都要經歷的考驗；相比起來，獨立戰爭只是一樁無足輕重的歷史事件。他指出，小說面世的時候，年輕的獨立戰士已經開始不滿武裝鬥爭的結果；小說藉由兩大角色的心理轉變，揭示了獨立戰爭唯美的形象和戰後知識份子的理性主義之間有甚麼矛盾，提出「沉思者勝過魯莽的民族主義者」這個結論，放在那個時代來說是很大膽的做法。他認為故事的思想局限在於伊薩在故事後段被荷軍虐打的時候仍然受制於自己懦弱怕事的缺點，嚇得說不出話來，他最後成為勝利者，原因是：一、哈希爾受不住考驗，二、作者運用障眼法，把伊薩的缺點變成優點，令伊薩在道義上佔上風。

## 發行與評價
《路無盡頭》在1952年由圖書編譯局出版，並於一年後獲得全國文化協商機構（Badan Musyawarah Kebudayaan Nasional）的小說獎。當年的評審員包括H·B·耶辛和左派文學評論家巴格里·西里格爾，儘管巴格里等左派人士認為得獎作品必須取材自獨立鬥爭的規定非常束縛，不過起初他們和耶辛對這部作品的評價還是很相似的。
耶辛、A·德歐、穆罕默德·巴爾法斯等文學評論家都認為這是盧比斯最好的作品，盧比斯本人也認為這是自己的巔峰之作。耶辛等普遍人文主義者認為《路無盡頭》的長處在於：一、像佛洛伊德那樣剖析主角的心理，二、破格描寫獨立戰士和反面形象，戳破獨立戰爭的神話，三、聚焦在自絕於社群的個人。他們還認為這部小說是45年派的代表作品之一，和伊德魯斯的《泗水》、普拉姆迪亞·阿南達·杜爾的《游擊隊之家》齊名，值得未來的作家仿效。
率先批評《路無盡頭》的作家是普拉姆迪亞，他認為這部小說涉嫌抄襲1943年的美國電影《吾土吾民》，耶辛也同意他的觀點。不過盧比斯說他沒有看過這部電影，談不上抄襲，後來希爾也認為兩者之間的雷同實屬巧合。到了1950年代末印尼文藝界因為政治原因分裂成《文化宣言》派（右派）和人民文化協會（人民文協；左派）兩個派系之後，人民文協改變了立場，認為跟同期的資產階級作家（例如伊德魯斯和羅西漢·安瓦爾）創作的作品一樣，《路無盡頭》也是一部散播消極情緒、宣揚理性主義、個人主義、批判思考、憤世嫉俗情緒的作品，並對此加以攻擊。自此之後，盧比斯就再也沒有在作品中提及到民族解放鬥爭，而是描寫個人自主、心靈自由之類的的題材。
這部小說在1968年由A·H·約翰斯（A.H. Johns）翻譯成英文，然後在1988年翻譯成中文，此外還翻譯成日文、韓文、意大利文、荷蘭文、印地文和泰文，並成為印尼國內外多篇論文的討論題材。

## 腳註
1. ↑  居三元 & 張殿英 1993，第683-684頁.
2. ↑  梁立基 2003，第632-633頁.
3. ↑  梁立基 1983，第120頁.
4. ↑  Badan Bahasa, Mochtar Lubis.
5. ↑  Her 2010.
6. 1 2 3 4 5  Hill 2010，第70-71頁.
7. 1 2  KS 2010，第157-159頁.
8. 1 2 3  Hill 2010，第210頁.
9. ↑  Balfas 1976，第92頁.
10. ↑  Hill 2010，第72頁.